# Ziguinchor
Ziguinchor är en stad i sydvästra Senegal och ligger i den del av landet som kallas Casamance, söder om Gambia. Den är administrativ huvudort för regionen Ziguinchor och hade 205 294 invånare vid folkräkningen 2013.